# Російський археологічний інститут в Константинополі
Російський археологічний інститут в Константинополі (РАІК) — російське наукове товариство з дослідження історії, археології, мистецтва християнського Сходу.
Інститут був створений у 1894-му за пропозицією російського візантиніста Федора Успенського, який і став його директором.
Основними напрямами роботи інституту були: вивчення давньої географії та топографії, дослідження історії та археології всіх територій історичної Візантії, описування рукописів, епіграфіка та нумізматика, дослідження архітектури та монументальних пам'яток мистецтва. Співробітники інституту здійснили комплекс наукових експедицій в Малу Азію, Болгарію, Сербію, Македонію, Грецію, Афон, Сирію, Палестину. В інституті були створені бібліотека (до моменту закриття налічувала бл. 25 тис. томів), Кабінет старожитностей, що поповнювався за рахунок як археологічних розкопок, так і численних дарів.
Дослідження співробітників інституту публікувалися в журналі «Известия Р[усского] А[рхеологического] И[нститута] [в] К[онстантинополе]»; вийшло 16 томів: монографії Ф. Успенського «Археологические памятники Сирии» (1902. Т. 7. Вип. 2-3) та «Константинопольский серальский кодекс Восьмикнижия» (1907. Т. 12), Ф. Шміта «Кахрие-Джами: История монастыря Хоры. Архитектура мечети. Мозаики нарфиков» (1906. Т. 11) та ін.
Через Першу світову війну діяльність інституту була припинена. У грудні 1914-го до Оттоманського музею було перевезене конфісковане турецьким урядом майно інституту та музею. Сам інститут залишався під захистом італійського, а потім іспанського послів. Частина архіву та колекції зберігалися в російській дипломатичній місії, поки в 1923-му не були переправлені російською емігрантською місією до США і Франції.
У травні 1920-го інститут був офіційно скасований.
У 1927-му Туреччина повернула до Росії майно інституту в обмін на мусульманські рукописи, вивезені в 1917–1918 з Трапезунда. Рукописи і книги зберігаються в Бібліотеці Академії наук Санкт-Петербурга, Інституті історії та Інституті сходознавства Російської академії наук, пам'ятки з колекції і фотодокументи — в Ермітажі (з 1931).
Серед співробітників інституту (учений секретар 1908–1912) був майбутній академік Всеукраїнської академії наук Ф. Шміт.